# Klub zastupnika Europske pučke stranke
Klub zastupnika Europske pučke stranke (engleski: European People's Party Group; skraćeno EPP Group) klub je zastupnika u Europskom parlamentu koji se većinom sastoji od eurozastupnika iz Europske pučke stranke (EPP), te nekoliko nezavisnih eurozastupnika. Klub zastupnika čine zastupnici demokršćanske, konzervativne i liberalno-konzervativne ideologije.
Europska pučka stranka službeno je osnovana kao europska politička stranka 1976. godine. Međutim, Klub zastupnika Europske pučke stranke u Europskom parlamentu postoji u različitim oblicima od lipnja 1953., još od Zajedničke skupštine Europske zajednice za ugljen i čelik, što ga čini ga jednim od najstarijih političkih skupina na europskoj razini. Najveći je klub zastupnika u Europskom parlamentu od 1999. godine.[nedostaje izvor]